# IBM駅

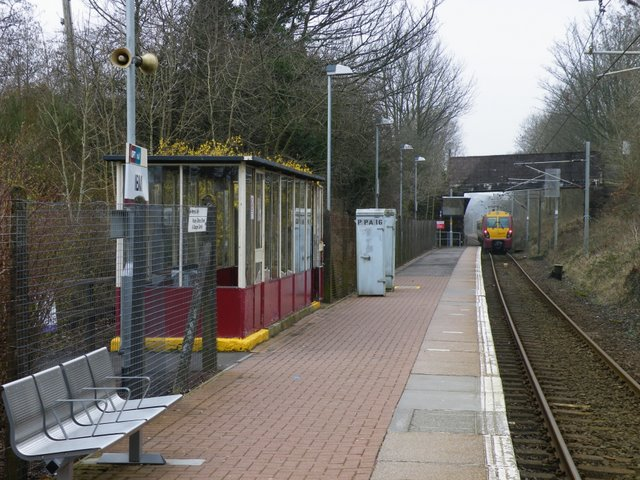
IBM駅

IBM駅（英語: IBM railway station、別名: IBM停車場 IBM Halt）はかつてイギリス・スコットランドにあったインヴァークライド線の鉄道駅である。グラスゴー・セントラル駅から西へ41kmのところにあり、広大なクライド・ミュアシール広域公園の北側に隣接している。
ここはかつてIBMが最盛時には4,000人を雇っていた「IBM グリーノック工場」の構内で、1978年にイギリス国鉄が開設して、当初は朝夕の通勤時のみの停車であった。その後IBM工場は下降線をたどり、閉鎖された。工場サイトはその後サンミナSCI（Sanmina Corporationやレノボが使用したが、これも間もなく閉鎖された。
2018年、IBM停車場へのサービスは中止された。

## ギャラリー

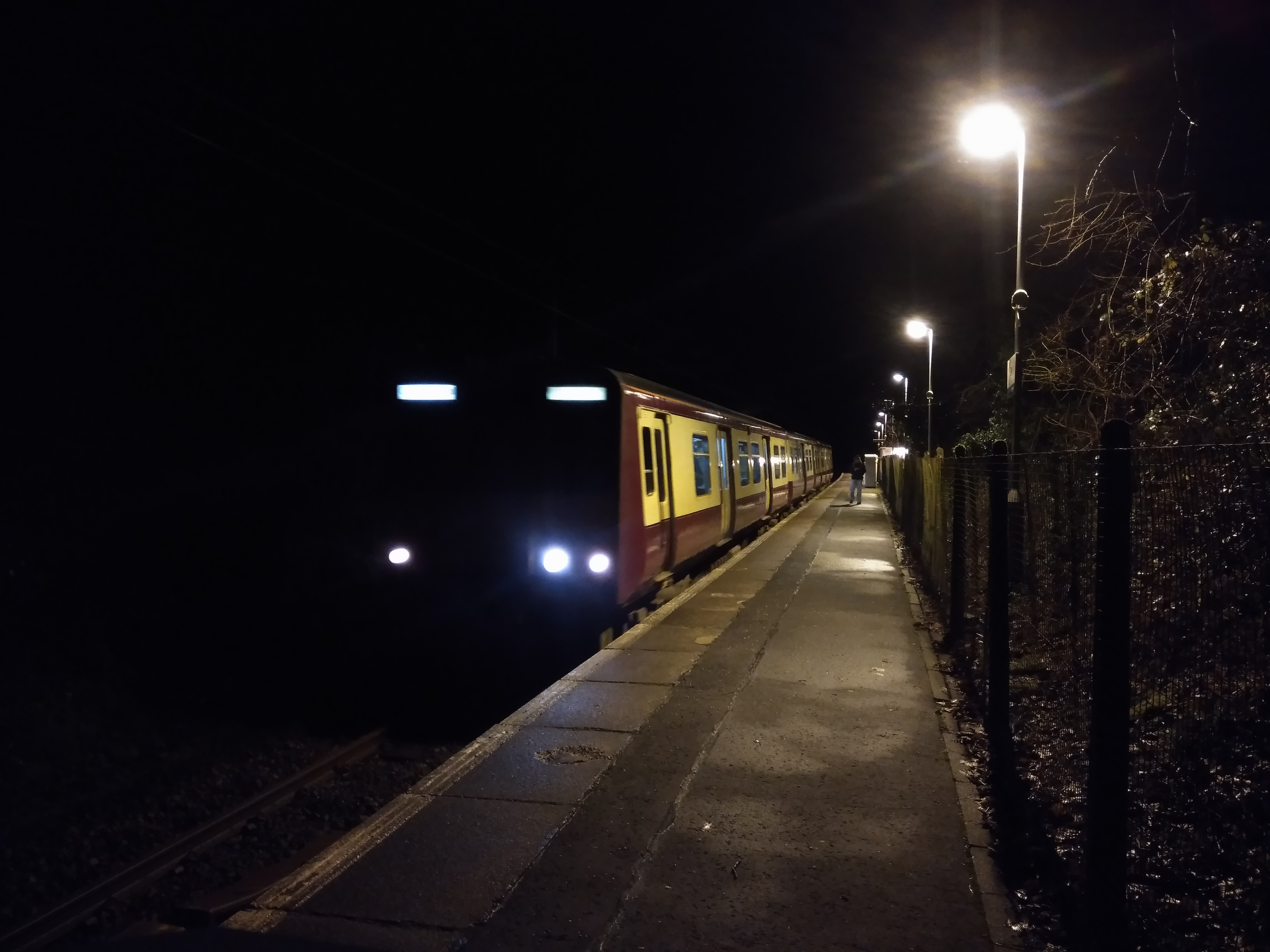
2018年12月8日23:48に、列車314216はIBM駅に留まる最後の列車となり、グラスゴー・セントラル駅へ向かった

## 隣の駅
ナショナル・レール
■アベリオ・スコットレール
インヴァークライド線
インヴァーキップ駅- IBM駅 - ブランチトン駅